# Bambusfahrrad

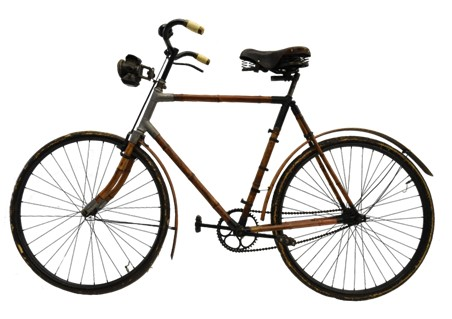
Bambusfahrrad der Bamboo Cycle Company, Ltd. 1896, National Cycle Museum Llandrindod Wells, UK

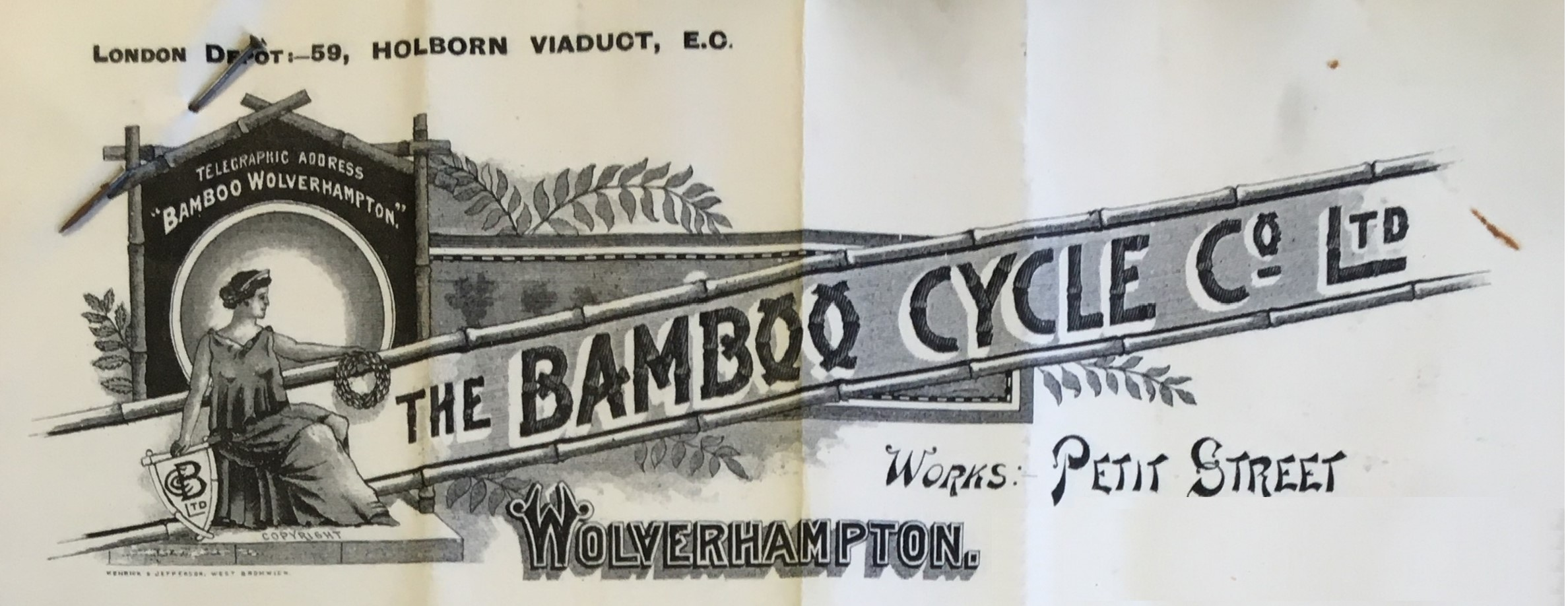
Briefkopf der Bamboo Cycle Company, UK

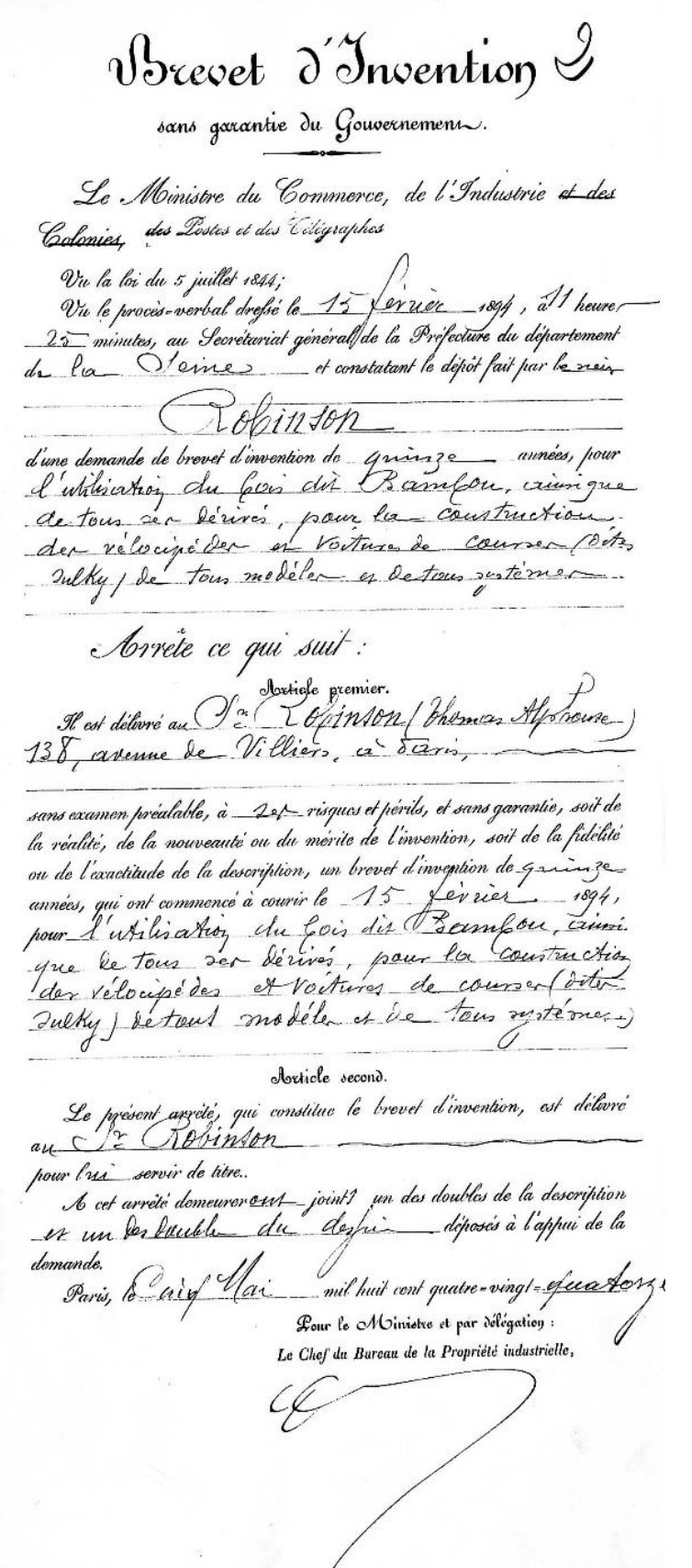
Patentschrift von Thomas Alphonse Robinson

Bei einem Bambusfahrrad ist zumindest der Rahmen, speziell die Rahmenrohre aus Bambus gefertigt. Gelegentlich wird auch für die Gabelrohre und den Lenker Bambus verwendet.
Neben dem Erscheinungsbild und der Nachhaltigkeit des Materials haben Fahrräder aus Bambus auch besondere Fahreigenschaften.

## Geschichte
Am 15. Februar 1894 beantragte Thomas Alphonse Robinson in Paris ein „Brevet d’Invention“ mit dem Titel „L’utilisation du bois dit Bambou pour la construction des Vélocipèdes.“ Das Patent zur Herstellung von Bambusfahrrädern wurde bewilligt, eine kommerzielle Produktion fand aber wohl nicht statt.
Ebenfalls 1894 präsentierte die Bamboo Bicycles Company Ltd aus Wolverhampton auf der Stanley Bicycle Show in London 25 Bambusfahrräder, die in vielen Zeitungsberichten über diese weltweit führende Fahrradmesse als die Messeattraktion hervorgehoben wurden.
In den Jahren 1894 und 1895 wurden von der Bamboo Bicycles Company in England sowie von Unternehmen in Italien, den USA und Österreich Patente beantragt. Außer aus Italien sind noch Bambusfahrräder aus dieser Zeit erhalten.
| Patent      | Titel | Autoren                              | Antragsdatum      | Land |
| GB8274      | Improvements in Cycles and similar Vehicles | Roland Harrington, Arthur Anthony    | 26. April 1894    | UK   |
| GB8832      | Improvements in Cycles | Grant McAnney                        | 3. Mai 1895       | UK   |
| GB8906      | Improvements in Velocipedes | Horace Walter Dover                  | 4. Mai 1895       | UK   |
| US565783    | Bicycle-Frame | August J. Oberg, Andrew W. Gustavson | 15. Juni 1895     | USA  |
| GB12173     | Improvements in Joints for Cycles, Vehicles, and other Articles Made of Bamboo, Cane, or other Compressible Materials.                               | George Sanders, John William Holland | 22. Juni 1895     | UK   |
| 39323       | Applicacione del bambu alla costruzione delle biciclette, allo scopo die aumentare la leggerenza                                                     | Ambrogio Francioli                   | 1. Juli 1895      | I    |
| GB189520837 | An Improved Method of Connecting Metal Tubes or Rods, or Lengths of Bamboo or Wood, as Used in Constructing the Frames for Cycles or other Carriages | John Howard Plant                    | 1. August 1895    | UK   |
| 46/1512     | Fahrradrahmen und Fahrradfelgen aus Bambusrohr | Carl Bräuer, Franz Grundner          | 30. Dezember 1895 | AT   |

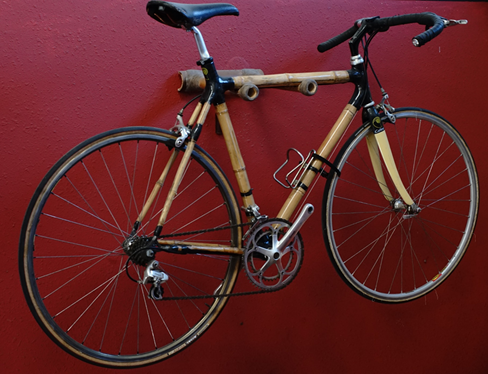
Das von Craig Calfee auf der Interbike 1995 ausgestellte Bambusfahrrad wurde zum Startpunkt einer neuen Ära.

Die englische Bamboo Cycle Company Ltd, die österreichische K.k.priv. Bambus Fahrradfabrik Grundner & Lemisch in Klagenfurt und die Huseby Cycle Company in Milwaukee in den Vereinigten Staaten waren die erfolgreichsten Produzenten der Anfangsjahre.
Die noch existierenden Fahrräder und die Patente aus Großbritannien, den USA und Österreich zeigen, dass die Bambusrohre der ersten Bambusfahrräder meist in Muffen aus Metall festgeklemmt wurden. Ab 1898 gab es eine Fahrradkrise und bis 1905 wurde die Produktion von Fahrrädern mit Bambusrahmen weitgehend eingestellt.
Fast genau 100 Jahre nach Erteilung der ersten Patente wurden 1994–95 neue Bambusfahrräder entwickelt. Unabhängig voneinander begannen der französisch-vietnamesische Ingenieur und Designer Quasar Khanh in Vietnam und der amerikanische Designer und Fahrradkonstrukteur Craig Calfee in den USA Prototypen zu bauen.
1994 entwarf der aus Paris nach Hoh Chi Minh City in sein Geburtsland Vietnam zurückgekehrte Designer Quasar Khanh das „Bambooclette“. Es handelt sich hier teilweise um Stahlrahmen, die mit Bambus verkleidet wurden. Einige Anbauteile, wie etwa der Gepäckträger waren aus Bambus oder Rattan gefertigt. Quasar Khanh und seine Frau Emmanuelle waren vor ab den 60er und 70er Jahren zu Pop-Ikonen aufgestiegen. Er in erster Linie als Designer aufblasbarer Möbel und des Cityautos „Cube“. Sie als Model und Modedesignerin, in Erinnerung geblieben durch die von ihr entworfenen großrahmigen Brillen.
Khanh sagte 1996 in einem Interview: „Es begann mit einem Scherz und wurde zu einer Herausforderung. Ich habe jemandem gesagt, dass ich vielleicht ein Bambusfahrrad bauen werde, wenn ich hierher komme, und man hat mich darauf angesprochen. Glücklicherweise funktioniert es. Bambus ist nicht nur unglaublich stark und sinnlich, sondern auch ein nachwachsender Rohstoff, was ihn umweltfreundlich macht.“
Quasar Khanhs Sohn Othello Khan: 
„Der erste Prototyp des Bambooclette wurde in Danang entwickelt und wird komplett aus diesem pflanzlichen Material hergestellt. Er ist so flexibel, dass er, wenn man in die Pedale tritt, sich wie eine Tänzerin bewegt, daher ihr Spitzname ‚Heuschrecke‘.
Die zweite Serie von Modellen, die Classic und Classic Lady haben Metallrahmen, umkleidet mit Bambus und Rattan, die alle einen Weidenkorb auf dem Lenker haben.
Diese Serie wurde sofort von der Bambusmöbelfabrik in Hanoi kopiert und vermarktet, wo Quasar sie entworfen hatte. 
Die Jungle-Serie bezeichnet Mountainbikes, deren Bambusrahmen durch Edelstahlverbindungen befestigt werden. Sie wurde in der Werkstatt unserer ersten Villa in Saigon in der Pham Ngoc Thach Straße gebaut. Einige Exemplare haben eine Gabel mit handgemachter Federung.
Ich habe den Verkauf dieses freundlichen Fahrzeugs bis zum Ende des letzten Jahrhunderts übernommen. Ich weiß nicht, wie viele Exemplare hergestellt wurden. und leider haben wir keines mehr. Jedes Mal, wenn ich eins benutzte, wurde es unweigerlich an Kunden verkauft, die regelmäßig zu uns kamen.“
Viele Prominente erwarben ein Bambooclette, darunter Kate Moss, der Schauspieler Johnny Depp, der Modeunternehmer Luciano Benetton und der italienische Ratspräsident Romano Prodi.

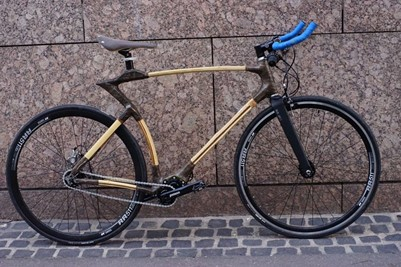
Fahrrad mit Piniongetriebe und Gates Zahnriemenantrieb, German Design Award 2018

Etwa zur gleichen Zeit stellte Craig Calfee 1995 auf der Interbike in den USA ein Bambusrad aus. 1985 hatte er das erste Carbonrad gebaut und 1991 Carbonrennräder für das Team von Greg Lemond gebaut, die ersten, die es in die Tour de France schafften.
Anschließend dauerte es allerdings noch beinahe 10 Jahre, bevor andere mit dem Bau von Bambusfahrrädern begannen. Craig Calfee hat in der Folgezeit in vielen Ländern in Mittelamerika, Afrika und Asien Kurse zum Bau von Bambusfahrrädern abgehalten, die zu Keimzellen von Produktionen wurden.
Ab 2005 nahm die Zahl der Bambusfahrradbauer stetig zu und die Verfahren zur Verbindung des Bambusrohrs wurden vielfältiger.
Bis 2015 war deren Anzahl noch überschaubar, mittlerweile ist sie stark angewachsen und sowohl in den Ländern des Bambusgürtels als auch in Europa und Nordamerika gibt es meist mehrere Produzenten.

## Materialien
Bambus wird heute vor allem zum Rahmenbau verwendet. Teilweise wird eine geringere Masse als bei Aluminiumrahmen erreicht. Die spezifische Steifigkeit (Elastizitätsmodul) und Dichte von Bambus betragen etwa ein Zehntel der Werte von Stahl. 
Ermüdungsbrüche sind bei Bambus bisher nicht bekannt. Bambus splittert bei zu hoher Belastung. Defekte sind häufig reparabel.
Durch den hohen Silikatgehalt ist Bambus schwer entflammbar. Es ist keine Lackierung als Schutzlack notwendig. Lackierungen zur optischen Aufwertung sind allerdings möglich.
Die Verbindungen des Bambusrahmens werden heute meist aus Faserverbundwerkstoff mit Polyester oder Epoxidharz als Bindemittel. Neben Glas- und Carbonfasern wurden auch Flachsfasern als zugfeste Komponente verwendet.

## Verbindungstechniken
Stark gewandelt haben sich seit den Anfängen des Bambusfahrradbaus die verwendeten Verbindungstechniken, mit deren Hilfe die Bambusrohre des Rahmens untereinander und mit den technischen Anbauteilen verbunden werden. Die verwendeten Steuerrohre, Tretlagerhülsen, Ausfallenden etc. bestehen meist aus Metall.
In den Anfängen des Bambusfahrradbaus waren die Verbindungsteile ausschließlich aus Metall gefertigt. Die Bambusrohre wurden ihnen im Durchmesser angepasst und dann eingepresst oder eingeklemmt, später auch eingeklebt.
Im 20. Jahrhundert werden die Enden der Rahmenrohre mit Fasersträngen oder -geweben umwickelt, mit Polyester- oder Epoxidharz getränkt und teilweise unter Druck ausgehärtet. Zum Laminieren werden Fasern wie Hanf, Leinen, Sisal, Karbon und Glasfiber verwendet. Diese Verbindungen lassen sich flexibel der Form des Bambusrohrs sowie auf die gewünschte Rahmengeometrie anpassen.
Das Laminieren erfolgt weitgehend in Handarbeit. Teilweise werden auch vorgefertigte Verbindungsteile verwendet, in die die Bambusrohre eingeklebt werden.
Zunehmend werden auch digitale und additive Fertigungsverfahren zur Herstellung passgenauer Verbindungsteile angewandt.
Als Alternative zu den Kunstharzen wird Lignin erprobt, das beispielsweise bei der Zellulosegewinnung aus organischen Materialien anfällt.

## Markt
Auch wenn die Zahl der Bambusfahrradhersteller weltweit stark zugenommen hat, ist der Anteil von Bambusfahrrädern am Fahrradmarkt verschwindend gering. Bambusfahrräder werden vor allem in den industrialisierten Ländern und als besondere Liebhaberobjekte vermarktet. In den Ländern des Bambusgürtels genießt Bambus als traditioneller und überall verfügbarer billiger Werkstoff keine besondere Wertschätzung.
In Afrika und Asien werden Fahrradrahmen aus Bambus auch im Rahmen von Sozialprojekten gefertigt. Endmontage und Verkauf der Fahrräder erfolgt meist in Nordamerika oder Europa.
Aufgrund der nach wie vor handwerklichen und zeitaufwendigen Herstellungsmethoden werden Fahrradrahmen aus Bambus in Industrieländern nur vereinzelt hergestellt, oft in Form von Baukästen für Selbstbauer.
In den letzten Jahren hat sich die Tourismusbranche als ein Absatzmarkt entwickelt. Touren mit Bambusfahrrädern, Bambusfahrräder für Hotelgäste oder für Landtouren auf Kreuzfahrtschiffen sind Beispiele.